# Lista de usinas hidrelétricas do Brasil
Relação das usinas hidrelétricas do Brasil (UHE) integradas ao Sistema Interligado Nacional (SIN) e operadas em conjunto pelo Operador Nacional do Sistema Elétrico (ONS), que é o órgão responsável pela coordenação e controle da operação das instalações de geração e transmissão de energia elétrica, atualizada até o ano de 2019. Várias usinas hidrelétricas tiveram a sua denominação alterada com o passar do tempo, mas os seus reservatórios ainda continuam com a denominação original, nestes casos são utilizadas na lista as duas nomenclaturas (do reservatório e da usina). Com relação as usinas operadas por consórcios, compostos por várias empresas geradoras e alguns com participação de empresas de outros segmentos de atuação, são citados apenas os acionistas que são empresas de geração de energia.

## Usinas hidrelétricas integradas ao SIN
| #   | Usina hidrelétrica                         | Rio                | Bacia              | Sub-bacia      | Estado         | Potência instalada | Início de operação | Proprietário ou acionistas                        | Observação                            |
| --- | ------------------------------------------ | ------------------ | ------------------ | -------------- | -------------- | ------------------ | ------------------ | ------------------------------------------------- | ------------------------------------- |
| 01  | Itaipu - Binacional                        | Rio Paraná         | Paraná             | Paraná         | PR Alto Paraná | 14000 MW           | 1984               | Itaipu Binacional                                 |                                       |
| 02  | Belo Monte                                 | Rio Xingú          | Amazônica          | Xingú          | PA             | 11233 MW           | 2016               | Eletronorte, CHESF, Neoenergia, CEMIG, Vale S.A.  | Operada por consórcio                 |
| 03  | Tucuruí                                    | Rio Tocantins      | Araguaia-Tocantins | Tocantins      | PA             | 8535 MW            | 1984               | Eletronorte                                       |                                       |
| 04  | Jirau                                      | Rio Madeira        | Amazônica          | Madeira        | RO             | 3750 MW            | 2013               | Engie Brasil, Eletrosul, CHESF                    | Operada por consórcio                 |
| 05  | Santo Antônio                              | Rio Madeira        | Amazônica          | Madeira        | RO             | 3568 MW            | 2012               | Furnas                                            | Operada por consórcio                 |
| 06  | Ilha Solteira                              | Rio Paraná         | Paraná             | Paraná         | SP MS          | 3444 MW            | 1973               | CTG Brasil                                        | ex-CESP                               |
| 07  | Xingó                                      | Rio São Francisco  | São Francisco      | São Francisco  | AL SE          | 3162 MW            | 1994               | CHESF                                             |                                       |
| 08  | Paulo Afonso IV                            | Rio São Francisco  | São Francisco      | São Francisco  | BA             | 2462 MW            | 1979               | CHESF                                             |                                       |
|     | Jatobá                                     | Rio Tapajós        | Amazônica          | Tapajós        | PA             | 2338 MW            | (planejada)        |                                                   |                                       |
| 09  | Itumbiara                                  | Rio Paranaíba      | Paraná             | Paranaíba      | MG GO          | 2082 MW            | 1980               | Furnas                                            |                                       |
| 10  | Teles Pires                                | Rio Teles Pires    | Amazônica          | Tapajós        | MT PA          | 1819,8 MW          | 2015               | Neoenergia, Eletrosul, Furnas                     | Operada por consórcio                 |
| 11  | São Simão                                  | Rio Paranaíba      | Paraná             | Paranaíba      | MG GO          | 1710 MW            | 1978               | SPIC Brasil                                       |                                       |
| 12  | Foz do Areia (Gov. Bento Munhoz)           | Rio Iguaçu         | Paraná             | Iguaçu         | PR             | 1676 MW            | 1980               | COPEL                                             |                                       |
| 13  | Jupiá (Eng. Souza Dias)                    | Rio Paraná         | Paraná             | Paraná         | SP MS          | 1551,2 MW          | 1969               | CTG Brasil                                        | ex-CESP                               |
| 14  | Porto Primavera (Eng. Sérgio Motta)        | Rio Paraná         | Paraná             | Paraná         | SP MS          | 1540 MW            | 1999               | CESP                                              |                                       |
| 15  | Itaparica (Luiz Gonzaga)                   | Rio São Francisco  | São Francisco      | São Francisco  | PE             | 1479,6 MW          | 1988               | CHESF                                             |                                       |
| 16  | Itá                                        | Rio Uruguai        | Uruguai            | Uruguai        | RS SC          | 1450 MW            | 2000               | Engie Brasil, CSN,Itambé                          | Operada por consórcio                 |
| 17  | Marimbondo                                 | Rio Grande         | Paraná             | Grande         | MG SP          | 1440 MW            | 1975               | Furnas                                            |                                       |
| 18  | Salto Santiago                             | Rio Iguaçu         | Paraná             | Iguaçu         | PR             | 1420 MW            | 1980               | Engie Brasil                                      | ex-Eletrosul                          |
| 19  | Água Vermelha (José Ermirio de Moraes)     | Rio Grande         | Paraná             | Grande         | SP MG          | 1396,2 MW          | 1978               | AES Tietê                                         | ex-CESP                               |
| 20  | Serra da Mesa                              | Rio Tocantins      | Araguaia-Tocantins | Tocantins      | GO             | 1275 MW            | 1998               | CPFL, Furnas                                      | Operada por consórcio                 |
| 21  | Segredo (Gov. Ney Braga)                   | Rio Iguaçu         | Paraná             | Iguaçu         | PR             | 1260 MW            | 1992               | COPEL                                             |                                       |
| 22  | Salto Caxias (Gov. José Richa)             | Rio Iguaçu         | Paraná             | Iguaçu         | PR             | 1240 MW            | 1999               | COPEL                                             |                                       |
| 23  | Furnas                                     | Rio Grande         | Paraná             | Grande         | MG             | 1216 MW            | 1963               | Furnas                                            |                                       |
| 24  | Emborcação                                 | Rio Paranaíba      | Paraná             | Paranaíba      | MG GO          | 1192 MW            | 1982               | CEMIG                                             |                                       |
| 25  | Machadinho (Carlos Ermírio de Moraes)      | Rio Uruguai        | Uruguai            | Uruguai        | RS SC          | 1140 MW            | 2002               | Votorantim Energia, Engie Brasil, CEEE, Vale S.A. | Operada por consórcio                 |
| 26  | Estreito                                   | Rio Tocantins      | Araguaia-Tocantins | Tocantins      | TO MA          | 1087 MW            | 2012               | Engie Brasil, Vale S.A.                           | Operada por consórcio                 |
| 27  | Salto Osório                               | Rio Iguaçu         | Paraná             | Iguaçu         | PR             | 1078 MW            | 1975               | Engie Brasil                                      | ex-Eletrosul                          |
| 28  | Sobradinho                                 | Rio São Francisco  | São Francisco      | São Francisco  | BA             | 1050,3 MW          | 1982               | CHESF                                             |                                       |
| 29  | Estreito (Luís Carlos Barreto)             | Rio Grande         | Paraná             | Grande         | MG SP          | 1050 MW            | 1969               | Furnas                                            |                                       |
| 30  | Lajeado (Luiz Eduardo Magalhães)           | Rio Tocantins      | Araguaia-Tocantins | Tocantins      | TO             | 902,5 MW           | 2001               | EDP Brasil, CEB, CPFL                             | Operada por consórcio                 |
| 31  | Henry Borden                               | Rio Cubatão        | Atlântico-Sudeste  | Cubatão        | SP             | 889 MW             | 1926               | EMAE                                              |                                       |
|     | Jamanxim                                   | Rio Jamanxim       | Amazônica          | Tapajós        | PA             | 881 MW             | (planejada)        |                                                   |                                       |
| 32  | Campos Novos                               | Rio Canoas         | Uruguai            | Uruguai        | SC             | 880 MW             | 2007               | CPFL, Votorantim Energia, CEEE                    | Operada por consórcio                 |
| 33  | Foz do Chapecó                             | Rio Uruguai        | Uruguai            | Uruguai        | SC RS          | 855 MW             | 2010               | CPFL, Furnas, CEEE                                | Operada por consórcio                 |
| 34  | Três Irmãos                                | Rio Tietê          | Paraná             | Tietê          | SP             | 807,5 MW           | 1993               | Furnas                                            | Operada por consórcio; ex-CESP        |
|     | Cachoeira do Caí                           | Rio Jamanxim       | Amazônica          | Tapajós        | PA             | 802 MW             | (planejada)        |                                                   |                                       |
| 35  | Paulo Afonso III                           | Rio São Francisco  | São Francisco      | São Francisco  | BA             | 794,2 MW           | 1971               | CHESF                                             |                                       |
| 36  | São Manoel                                 | Rio Teles Pires    | Amazônica          | Tapajós        | MT PA          | 700 MW             | 2018               | EDP Brasil, CTG Brasil, Furnas                    | Operada por consórcio                 |
| 37  | Barra Grande                               | Rio Pelotas        | Uruguai            | Uruguai        | RS SC          | 690 MW             | 2005               | CPFL, Votorantim Energia                          | Operada por consórcio                 |
| 38  | Cachoeira Dourada                          | Rio Paranaíba      | Paraná             | Paranaíba      | GO MG          | 658 MW             | 1959               | Enel Brasil                                       |                                       |
| 39  | Capivara (Escola de Engenharia Mackenzie)  | Rio Paranapanema   | Paraná             | Paranapanema   | SP PR          | 619 MW             | 1977               | CTG Brasil                                        | ex-CESP; ex-Duke Energy               |
|     | Cachoeira dos Patos                        | Rio Jamanxim       | Amazônica          | Tapajós        | PA             | 528 MW             | (planejada)        |                                                   |                                       |
| 40  | Taquaruçu (Escola Politécnica)             | Rio Paranapanema   | Paraná             | Paranapanema   | SP PR          | 525 MW             | 1992               | CTG Brasil                                        | ex-CESP; ex-Duke Energy               |
| 41  | Nova Ponte                                 | Rio Araguari       | Paraná             | Paranaíba      | MG             | 510 MW             | 1994               | CEMIG                                             |                                       |
| 42  | Itaúba                                     | Rio Jacuí          | Atlântico-Sul      | Jacuí          | RS             | 500,4 MW           | 1979               | CEEE                                              |                                       |
| 43  | Peixe Angical                              | Rio Tocantins      | Araguaia-Tocantins | Tocantins      | TO             | 498,75 MW          | 2006               | EDP Brasil, Furnas                                | Operada por consórcio                 |
| 44  | Peixoto (Mascarenhas de Moraes)            | Rio Grande         | Paraná             | Grande         | MG             | 476 MW             | 1956               | Furnas                                            | ex-CPFL                               |
| 45  | Itapebi                                    | Rio Jequitinhonha  | Atlântico-Leste    | Jequitinhonha  | BA             | 462,01 MW          | 2003               | Neoenergia                                        | Operada por consórcio                 |
| 46  | Cana Brava                                 | Rio Tocantins      | Araguaia-Tocantins | Tocantins      | GO             | 450 MW             | 2002               | Engie Brasil                                      |                                       |
| 47  | Paulo Afonso II                            | Rio São Francisco  | São Francisco      | São Francisco  | BA             | 443 MW             | 1961               | CHESF                                             |                                       |
| 48  | Jaguara                                    | Rio Grande         | Paraná             | Grande         | MG SP          | 424 MW             | 1971               | Engie Brasil                                      | ex-CEMIG                              |
| 49  | Chavantes                                  | Rio Paranapanema   | Paraná             | Paranapanema   | SP PR          | 414 MW             | 1970               | CTG Brasil                                        | ex-CESP; ex-Duke Energy               |
| 50  | Miranda                                    | Rio Araguari       | Paraná             | Paranaíba      | MG             | 408 MW             | 1998               | Engie Brasil                                      | ex-CEMIG                              |
|     | Sinop                                      | Rio Teles Pires    | Amazônica          | Tapajós        | MT             | 401,88 MW          | 2019               | Eletronorte. CHESF                                | Operada por consórcio                 |
| 51  | Moxotó (Apolônio Sales)                    | Rio São Francisco  | São Francisco      | São Francisco  | BA AL          | 400 MW             | 1977               | CHESF                                             |                                       |
| 52  | Irapé (Pres. Juscelino Kubitschek)         | Rio Jequitinhonha  | Atlântico-Leste    | Jequitinhonha  | MG             | 399 MW             | 2006               | CEMIG                                             |                                       |
| 53  | Três Marias                                | Rio São Francisco  | São Francisco      | São Francisco  | MG             | 396 MW             | 1962               | CEMIG                                             |                                       |
| 54  | Nilo Peçanha                               | Ribeirão das Lajes | Atlântico-Sudeste  | Lajes          | RJ             | 380,03 MW          | 1953               | Light                                             |                                       |
| 55  | Volta Grande                               | Rio Grande         | Paraná             | Grande         | MG SP          | 380 MW             | 1974               | CEMIG                                             |                                       |
| 56  | Corumbá I                                  | Rio Corumbá        | Paraná             | Paranaíba      | GO             | 375 MW             | 1996               | Furnas                                            |                                       |
| 57  | Santo Antonio do Jari                      | Rio Jari           | Amazônica          | Amazonas       | AP PA          | 373,4 MW           | 2014               | EDP Brasil, CTG Brasil                            | Operada por consórcio                 |
| 58  | Mauá (Gov. Jayme Canet Júnior)             | Rio Tibagi         | Paraná             | Paranapanema   | PR             | 361 MW             | 2012               | COPEL, Eletrosul                                  | Operada por consórcio                 |
| 59  | Rosana                                     | Rio Paranapanema   | Paraná             | Paranapanema   | SP PR          | 354 MW             | 1987               | CTG Brasil                                        | ex-CESP; ex-Duke Energy               |
| 60  | Baixo Iguaçu                               | Rio Iguaçu         | Paraná             | Iguaçu         | PR             | 350,2 MW           | 2019               | Neoenergia, COPEL                                 | Operada por consórcio                 |
| 61  | Nova Avanhandava                           | Rio Tietê          | Paraná             | Tietê          | SP             | 347,4 MW           | 1982               | AES Tietê                                         | ex-CESP                               |
| 62  | Aimorés (Eliezer Batista)                  | Rio Doce           | Atlântico-Sudeste  | Doce           | MG ES          | 330 MW             | 2005               | Aliança Energia                                   | ex-CEMIG                              |
| 63  | Porto Colômbia                             | Rio Grande         | Paraná             | Grande         | MG SP          | 320 MW             | 1973               | Furnas                                            |                                       |
| 64  | Simplício                                  | Rio Paraíba do Sul | Atlântico-Sudeste  | Paraíba do Sul | RJ MG          | 305,7              | 2013               | Furnas                                            |                                       |
|     | Colíder                                    | Rio Teles Pires    | Amazônica          | Tapajós        | MT             | 300 MW             | 2019               | COPEL                                             |                                       |
|     | Pai Querê                                  | Rio Pelotas        | Uruguai            | Uruguai        | RS SC          | 292 MW             | (em construção)    | Alcoa                                             | Operada por consórcio                 |
| 65  | Promissão (Mário Lopes Leão)               | Rio Tietê          | Paraná             | Tietê          | SP             | 264 MW             | 1975               | AES Tietê                                         | ex-CESP                               |
| 66  | Dardanelos                                 | Rio Aripuanã       | Amazônica          | Madeira        | MT             | 261 MW             | 2011               | Neoenergia, Eletronorte, CHESF                    | Operada por consórcio                 |
| 67  | Capivari-Cachoeira (Gov. Parigot de Souza) | Rio Capivari       | Atlântico-Sudeste  | Ribeira        | PR             | 260 MW             | 1971               | COPEL                                             |                                       |
| 68  | Ferreira Gomes                             | Rio Araguari       | Amazônica          | Amazonas       | AP             | 252 MW             | 2014               | Alupar                                            | Operada por consórcio                 |
| 69  | Balbina                                    | Rio Uatumã         | Amazônica          | Amazonas       | AM             | 249,75 MW          | 1989               | Eletrobras Amazonas GT                            |                                       |
| 70  | São Salvador                               | Rio Tocantins      | Araguaia-Tocantins | Tocantins      | TO             | 243,2 MW           | 2009               | Engie Brasil                                      |                                       |
| 71  | Capim Branco I (Amador Aguiar I)           | Rio Araguari       | Paraná             | Paranaíba      | MG             | 240 MW             | 2006               | Aliança Energia, Votorantim Energia               | Operada por consórcio                 |
| 72  | Boa Esperança (Pres. Castelo Branco)       | Rio Parnaíba       | Parnaíba           | Parnaíba       | PI MA          | 237,3 MW           | 1970               | CHESF                                             |                                       |
| 73  | Passo Fundo                                | Rio Passo Fundo    | Uruguai            | Uruguai        | RS             | 226 MW             | 1973               | Engie Brasil                                      | ex-Eletrosul                          |
| 74  | Cachoeira Caldeirão                        | Rio Araguari       | Amazônica          | Amazonas       | AP             | 219 MW             | 2016               | CTG Brasil                                        | Operada por consórcio                 |
| 75  | Samuel                                     | Rio Jamari         | Amazônica          | Madeira        | RO             | 216,8 MW           | 1996               | Eletronorte                                       |                                       |
| 76  | Funil                                      | Rio Paraíba do Sul | Atlântico-Sudeste  | Paraíba do Sul | RJ             | 216 MW             | 1970               | Furnas                                            |                                       |
| 77  | Serra do Facão                             | Rio São Marcos     | Paraná             | Paranaíba      | GO             | 212,58 MW          | 2010               | Furnas                                            | Operada por consórcio                 |
| 78  | Igarapava                                  | Rio Grande         | Paraná             | Grande         | MG SP          | 210 MW             | 1998               | Aliança Energia, Votorantim Energia               | Operada por consórcio                 |
| 79  | Manso                                      | Rio Manso          | Paraguai           | Cuiabá         | MT             | 210 MW             | 2000               | Furnas                                            | Operada por consórcio                 |
| 80  | Capim Branco II (Amador Aguiar II)         | Rio Araguari       | Paraná             | Paranaíba      | MG             | 210 MW             | 2007               | Aliança Energia, Votorantim Energia               | Operada por consórcio                 |
| 81  | Mascarenhas                                | Rio Doce           | Atlântico-Sudeste  | Doce           | ES             | 198 MW             | 1973               | EDP Brasil                                        | ex-Escelsa                            |
| 82  | Garibaldi                                  | Rio Canoas         | Uruguai            | Uruguai        | SC             | 191,9 MW           | 2013               | CTG Brasil                                        | Operada por consórcio                 |
| 83  | Salto Pilão                                | Rio Itajaí-Açu     | Atlântico-Sul      | Itajaí-Açu     | SC             | 191,89 MW          | 2009               | Votorantim Energia                                | Operada por consórcio                 |
| 84  | Ilha dos Pombos                            | Rio Paraíba do Sul | Atlântico-Sudeste  | Paraíba do Sul | RJ             | 187,16 MW          | 1924               | Light                                             |                                       |
| 85  | Paulo Afonso I                             | Rio São Francisco  | São Francisco      | São Francisco  | BA             | 180,01 MW          | 1955               | CHESF                                             |                                       |
| 86  | Jacuí (Leonel Brizola)                     | Rio Jacuí          | Atlântico-Sul      | Jacuí          | RS             | 180 MW             | 1962               | CEEE                                              |                                       |
| 87  | Funil                                      | Rio Grande         | Paraná             | Grande         | MG             | 180 MW             | 2002               | Aliança Energia                                   | ex-CEMIG                              |
| 88  | Ponte de Pedra                             | Rio Correntes      | Paraguai           | Cuiabá         | MT MS          | 176,1 MW           | 2005               | Engie Brasil                                      |                                       |
| 89  | Pedra do Cavalo                            | Rio Paraguaçu      | Atlântico-Leste    | Paraguaçu      | BA             | 160 MW             | 2004               | Votorantim Energia                                |                                       |
| 90  | Passo Real                                 | Rio Jacuí          | Atlântico-Sul      | Jacuí          | RS             | 158 MW             | 1973               | CEEE                                              |                                       |
| 91  | Itiquira I e II                            | Rio Itiquira       | Paraguai           | Cuiabá         | MT             | 157,37 MW          | 2002               |                                                   |                                       |
|     | Cachoeira Couto de Magalhães               | Rio Araguaia       | Araguaia-Tocantins | Araguaia       | GO MT          | 150 MW             | (em construção)    | Energisa                                          |                                       |
|     | Itaocara I                                 | Rio Paraíba do Sul | Atlântico-Sudeste  | Paraíba do Sul | RJ MG          | 150 MW             | (em construção)    | Light, CEMIG                                      | Operada por consórcio                 |
| 92  | Bariri (Álvaro de Souza Lima)              | Rio Tietê          | Paraná             | Tietê          | SP             | 143,1 MW           | 1969               | AES Tietê                                         | ex-CESP                               |
|     | São Roque                                  | Rio Canoas         | Uruguai            | Uruguai        | SC             | 141,9 MW           | (em construção)    |                                                   |                                       |
| 93  | Barra Bonita                               | Rio Tietê          | Paraná             | Tietê          | SP             | 140,76 MW          | 1963               | AES Tietê                                         | ex-CESP                               |
| 94  | Guilman Amorim                             | Rio Piracicaba     | Atlântico-Sudeste  | Doce           | MG             | 140 MW             | 1997               | ArcelorMittal, Samarco                            |                                       |
| 95  | Candonga (Risoleta Neves)                  | Rio Doce           | Atlântico-Sudeste  | Doce           | MG             | 140 MW             | 2004               | Aliança Energia, Vale S.A.                        | ex-CEMIG                              |
| 96  | Baguari                                    | Rio Doce           | Atlântico-Sudeste  | Doce           | MG             | 140 MW             | 2009               | Neoenergia, CEMIG, Furnas                         | Operada por consórcio                 |
| 97  | Fontes Nova                                | Ribeirão das Lajes | Atlântico-Sudeste  | Lajes          | RJ             | 131,98 MW          | 1940               | Light                                             |                                       |
| 98  | Ibitinga                                   | Rio Tietê          | Paraná             | Tietê          | SP             | 131,49 MW          | 1969               | AES Tietê                                         | ex-CESP                               |
| 99  | Monte Claro                                | Rio das Antas      | Atlântico-Sul      | Jacuí          | RS             | 130 MW             | 2004               | CPFL, CEEE, Statkraft Brasil                      | Operada por consórcio                 |
| 100 | Castro Alves                               | Rio das Antas      | Atlântico-Sul      | Jacuí          | RS             | 130 MW             | 2008               | CPFL, CEEE, Statkraft Brasil                      | Operada por consórcio                 |
| 101 | Corumbá IV                                 | Rio Corumbá        | Paraná             | Paranaíba      | GO             | 127 MW             | 2006               | CEB                                               | Operada por consórcio                 |
| 102 | Dona Francisca                             | Rio Jacuí          | Atlântico-Sul      | Jacuí          | RS             | 125 MW             | 2001               | COPEL, CEEE, Statkraft Brasil                     | Operada por consórcio                 |
| 103 | Jauru                                      | Rio Jauru          | Paraguai           | Paraguai       | MT             | 121,5 MW           | 2003               | Queiroz Galvão Energia                            |                                       |
| 104 | Santa Clara                                | Rio Jordão         | Paraná             | Iguaçu         | PR             | 120,16 MW          | 2005               | COPEL                                             | Operada por consórcio                 |
| 105 | Fundão                                     | Rio Jordão         | Paraná             | Iguaçu         | PR             | 120,16 MW          | 2006               | COPEL                                             | Operada por consórcio                 |
| 106 | Guaporé                                    | Rio Guaporé        | Amazônica          | Madeira        | MT             | 120 MW             | 2003               | Energisa                                          | Operada por consórcio                 |
| 107 | Quebra Queixo                              | Rio Chapecó        | Uruguai            | Uruguai        | SC             | 120 MW             | 2003               | Queiroz Galvão Energia                            | Operada por consórcio                 |
| 108 | Salto                                      | Rio Verde          | Paraná             | Paranaíba      | GO             | 116 MW             | 2010               | CTG Brasil                                        | Operada por consórcio                 |
| 109 | Porto Estrela                              | Rio Santo Antônio  | Atlântico-Sudeste  | Doce           | MG             | 112 MW             | 2001               | Aliança Energia, Coteminas                        |                                       |
| 110 | Euclides da Cunha                          | Rio Pardo          | Paraná             | Grande         | SP             | 108,8 MW           | 1960               | AES Tietê                                         | ex-CESP                               |
| 111 | Queimado                                   | Rio Preto          | São Francisco      | São Francisco  | MG GO          | 105 MW             | 2004               | CEMIG, CEB                                        |                                       |
| 112 | Salto Grande                               | Rio Santo Antônio  | Atlântico-Sudeste  | Doce           | MG             | 102 MW             | 1956               | CEMIG                                             |                                       |
| 113 | Jurumirim (Armando A. Laydner)             | Rio Paranapanema   | Paraná             | Paranapanema   | SP             | 100,96 MW          | 1962               | CTG Brasil                                        | ex-CESP; ex-Duke Energy               |
| 114 | 14 de Julho                                | Rio das Antas      | Atlântico-Sul      | Jacuí          | RS             | 100 MW             | 2008               | CPFL, CEEE, Statkraft Brasil                      | Operada por consórcio                 |
| 115 | Pereira Passos                             | Ribeirão das Lajes | Atlântico-Sudeste  | Lajes          | RJ             | 99,9 MW            | 1962               | Light                                             |                                       |
| 116 | Corumbá III                                | Rio Corumbá        | Paraná             | Paranaíba      | GO             | 96,48 MW           | 2009               | Neoenergia                                        | Operada por consórcio                 |
| 117 | Salto Rio Verdinho                         | Rio Verde          | Paraná             | Paranaíba      | GO             | 93 MW              | 2010               | Votorantim Energia                                |                                       |
| 118 | Barra dos Coqueiros                        | Rio Claro          | Paraná             | Paranaíba      | GO             | 90 MW              | 2010               | Kinross Brasil                                    | ex-Gerdau                             |
| 119 | Paraibuna                                  | Rio Paraibuna      | Atlântico-Sudeste  | Paraíba do Sul | SP             | 87,02 MW           | 1978               | CESP                                              |                                       |
| 120 | Retiro Baixo                               | Rio Paraopeba      | São Francisco      | São Francisco  | MG             | 83,66 MW           | 2010               | Furnas                                            | Operada por consórcio                 |
| 121 | Canoas I                                   | Rio Paranapanema   | Paraná             | Paranapanema   | SP PR          | 82,5 MW            | 1999               | Votorantim Energia, CTG Brasil                    | Operada por consórcio; ex-Duke Energy |
| 122 | Caconde                                    | Rio Pardo          | Paraná             | Grande         | SP             | 80,4 MW            | 1966               | AES Tietê                                         | ex-CESP                               |
| 123 | Sá Carvalho                                | Rio Piracicaba     | Atlântico-Sudeste  | Doce           | MG             | 78 MW              | 1951               | CEMIG                                             |                                       |
| 124 | Coaracy Nunes                              | Rio Araguari       | Amazônica          | Amazonas       | AP             | 78 MW              | 1975               | Eletronorte                                       |                                       |
| 125 | Passo São João                             | Rio Ijuí           | Uruguai            | Uruguai        | RS             | 77 MW              | 2012               | Eletrosul                                         |                                       |
| 126 | Monjolinho (Alzir S. Antunes)              | Rio Passo Fundo    | Uruguai            | Uruguai        | RS             | 74 MW              | 2009               | Statkraft Brasil                                  |                                       |
| 127 | Salto Grande (Lucas Nogueira Garcez)       | Rio Paranapanema   | Paraná             | Paranapanema   | SP PR          | 73,8 MW            | 1958               | CTG Brasil                                        | ex-CESP; ex-Duke Energy               |
| 128 | Rondon II                                  | Rio Comemoração    | Amazônica          | Madeira        | RO             | 73,5 MW            | 2011               |                                                   |                                       |
| 129 | Canoas II                                  | Rio Paranapanema   | Paraná             | Paranapanema   | SP PR          | 72 MW              | 1999               | Votorantim Energia, CTG Brasil                    | Operada por consórcio; ex-Duke Energy |
| 130 | Piraju                                     | Rio Paranapanema   | Paraná             | Paranapanema   | SP             | 70 MW              | 2002               | Votorantim Energia                                |                                       |
| 131 | Foz do Rio Claro (Eng. Godoy Pereira)      | Rio Claro          | Paraná             | Paranaíba      | GO             | 68,4 MW            | 2010               | Alupar                                            | Operada por consórcio                 |
| 132 | Caçu                                       | Rio Claro          | Paraná             | Paranaíba      | GO             | 65 MW              | 2010               | Kinross Brasil                                    | ex-Gerdau                             |
|     | Santa Branca                               | Rio Tibagi         | Paraná             | Paranapanema   | PR             | 62 MW              | (em construção)    |                                                   | Operada por consórcio                 |
| 133 | Sobragi                                    | Rio Paraibuna      | Atlântico-Sudeste  | Paraíba do Sul | MG             | 60 MW              | 1998               | Votorantim Energia                                |                                       |
| 134 | Santa Clara                                | Rio Mucuri         | Atlântico-Leste    | Mucuri         | MG             | 60 MW              | 2002               | Queiroz Galvão Energia                            |                                       |
|     | São João                                   | Rio Chopim         | Paraná             | Iguaçu         | PR             | 60 MW              | (em construção)    | Gerdau                                            | Operada por consórcio                 |
| 135 | Santa Branca                               | Rio Paraíba do Sul | Atlântico-Sudeste  | Paraíba do Sul | SP             | 56,1 MW            | 1999               | Light                                             |                                       |
| 136 | Rosal                                      | Rio Itabapoana     | Atlântico-Sudeste  | Itabapoana     | RJ ES          | 55 MW              | 2000               | CEMIG                                             | Operada por consórcio                 |
| 137 | Batalha                                    | Rio São Marcos     | Paraná             | Paranaíba      | GO             | 52,5 MW            | 2014               | Furnas                                            |                                       |
| 138 | Itutinga                                   | Rio Grande         | Paraná             | Grande         | MG             | 52 MW              | 1955               | CEMIG                                             |                                       |
| 139 | São José                                   | Rio Ijuí           | Uruguai            | Uruguai        | RS             | 51 MW              | 2011               | Alupar                                            | Operada por consórcio                 |
| 140 | Picada                                     | Rio do Peixe       | Atlântico-Sudeste  | Paraíba do Sul | MG             | 50 MW              | 2006               | Votorantim Energia                                | Operada por consórcio                 |
|     | Itumirim                                   | Rio Corrente       | Paraná             | Paranaíba      | GO             | 50 MW              | (em construção)    |                                                   | Operada por consórcio                 |
| 141 | São Domingos                               | Rio Verde          | Paraná             | Paraná         | MS             | 48 MW              | 2013               | Eletrosul                                         |                                       |
| 142 | Camargos                                   | Rio Grande         | Paraná             | Grande         | MG             | 46 MW              | 1960               | CEMIG                                             |                                       |
|     | Cachoeirinha                               | Rio Chopim         | Paraná             | Iguaçu         | PR             | 45 MW              | (em construção)    | Gerdau                                            | Operada por consórcio                 |
| 143 | Ourinhos                                   | Rio Paranapanema   | Paraná             | Paranapanema   | SP PR          | 44 MW              | 2005               | Votorantim Energia                                |                                       |
| 144 | Curuá-Una (Silvio Braga)                   | Rio Curuá-Una      | Amazônica          | Amazonas       | PA             | 42,8 MW            | 1977               | Eletronorte                                       |                                       |
|     | Tibagi Montante                            | Rio Tibagi         | Paraná             | Paranapanema   | PR             | 36 MW              | 2019               |                                                   |                                       |
| 145 | Limoeiro (Armando de Salles Oliveira)      | Rio Pardo          | Paraná             | Grande         | SP             | 32 MW              | 1958               | AES Tietê                                         | ex-CESP                               |
| 146 | Espora                                     | Rio Corrente       | Paraná             | Paranaíba      | GO             | 32 MW              | 2006               | J. Malucelli Energia                              | Operada por consórcio                 |
| 147 | Jaguari                                    | Rio Jaguari        | Atlântico-Sudeste  | Paraíba do Sul | SP             | 27,6 MW            | 1973               | CESP                                              |                                       |

## Outras usinas hidrelétricas
Todas as usinas hidrelétricas com geração de 3 MW até 30 MW e com área de reservatório de até 13 km² são designadas PCH - Pequena Central Hidrelétrica. Segue relação incompleta de usinas hidrelétricas (UHE) e pequenas centrais hidrelétricas (PCH) existentes no país que não são integradas ao Sistema Interligado Nacional:
1. Usina Hidrelétrica Alecrim - Rio Juquiá - 72 MW
2. Usina Hidrelétrica Itupararanga - Rio Sorocaba - 55 MW
3. Usina Hidrelétrica de Canastra - Rio Santa Maria - 44 MW
4. Usina Hidrelétrica Barra - Rio Juquiá - 40,4 MW
5. Usina Hidrelétrica Barra do Braúna - Rio Pomba - 39 MW
6. Usina Hidrelétrica Salto do Iporanga - Rio Assungui - 36,87 MW
7. Usina Hidrelétrica Fumaça - Rio Juquiá - 36,4 MW
8. Usina Hidrelétrica Paranapanema - Rio Paranapanema - 31,50 MW
9. PCH Mosquitão - Rio Caiapó - 30 MW
10. Usina Hidrelétrica Irara - Rio Doce - 30 MW
11. Usina Hidrelétrica Isamu Ikeda - Rio das Balsas - 30 MW
12. Usina Hidrelétrica de Jataí - Rio Claro - 30 MW
13. Usina Hidrelétrica Salto Grande (Americana) - Rio Atibaia - 30 MW
14. Usina Hidrelétrica Cachoeira do França - Rio Juquiá - 29,50 MW
15. Usina Hidrelétrica Porto Raso - Rio Juquiá - 28,4 MW
16. Usina Hidroelétrica Canoa Quebrada - Lucas do Rio Verde - 28 MW
17. Usina Hidrelétrica Serraria - Rio Juquiá - 24 MW
18. Usina Hidrelétrica Rasgão - Rio Tietê - 22 MW
19. Usina Hidrelétrica Presidente Vargas - Rio Tibagi - 21,5 MW
20. Usina Hidrelétrica de Piau - Rios Pinho e Piau - 18 MW
21. Usina Hidrelétrica de Gafanhoto - Rio Pará - 13 MW
22. Usina Hidrelétrica Edgard de Sousa - Rio Tietê - 12,80 MW
23. Usina Hidrelétrica Bugres - Rios Santa Maria e Santa Cruz - 11,50 MW
24. Usina Hidrelétrica de Poço Fundo - Rio Machado - 9 MW
25. Usina Hidrelétrica de Joasal - Rio Paraibuna - 8 MW
26. Usina Hidrelétrica Jurupará - Rio Juquiá - 7,2 MW
27. Usina Hidrelétrica de Cajuru - Rio Pará - 7 MW
28. Usina Hidrelétrica de São Bernardo - Rio São Bernardo - 7 MW
29. Usina Hidrelétrica da Derivação do Rio Jordão - Rio Jordão - 6,50 MW
30. Usina Hidrelétrica Capão Preto - Ribeirão dos Negros - 5,52 MW
31. PCH Nova Dorneles - Rio Pará - 4,70 MW
32. Usina Hidrelétrica Santana - Rio Jacaré-Guaçu - 4,32 MW
33. Usina Hidrelétrica Capingui - Rio Capingui - 4 MW
34. Usina Hidrelétrica de Paciência - Rio Paraibuna - 4 MW
35. Usina Hidrelétrica Ernestina - Rio Jacuí - 3,70 MW
36. Usina Hidrelétrica de Tombos - Rio Carangola - 2,88 MW
37. Usina Hidrelétrica Luiz Dias - Rio Lourenço Velho - 2,40 MW
38. Usina Hidrelétrica Chibarro - Rio Chibarro - 2,28 MW
39. Usina Hidrelétrica Santa Helena - Rio Sorocaba - 2,24 MW
40. Usina Hidrelétrica do Lobo - Rio do Lobo e Rio Itaqueri - 2,10 MW
41. Usina Hidrelétrica de Xicão - Rio Santa Cruz - 2 MW
42. Usina Hidrelétrica Santa Rosa - Rio Santa Rosa - 1,90 MW
43. Usina Hidrelétrica Guarita - Rio Guarita - 1,70 MW
44. Usina Hidrelétrica de Salesópolis - Rio Tietê - 1,50 MW
45. Usina Hidrelétrica Herval - Rio Cadeia - 1,40 MW
46. Usina Hidrelétrica do Rio Novo - Rio Novo - 1,28 MW
47. Usina Hidrelétrica Maurício - Rio Novo - 1,28 MW
48. Usina Hidrelétrica Forquilha - Rio Forquilha - 1,10 MW
49. Usina Hidrelétrica Toca - Rio Santa Cruz - 1,10 MW
50. Usina Hidrelétrica Passo do Inferno - Rio Santa Cruz - 1,10 MW
51. Usina Hidrelétrica Ijuizinho - Rio Ijuizinho - 1 MW
52. Usina Hidrelétrica Ivaí - Rio Ivaí - 0,70 MW
53. Usina Hidrelétrica de Bocaina - Rio Bravo - 0,62 MW
54. Usina Hidrelétrica Monjolinho - Rio Monjolinho - 0,60 MW

## Dados históricos

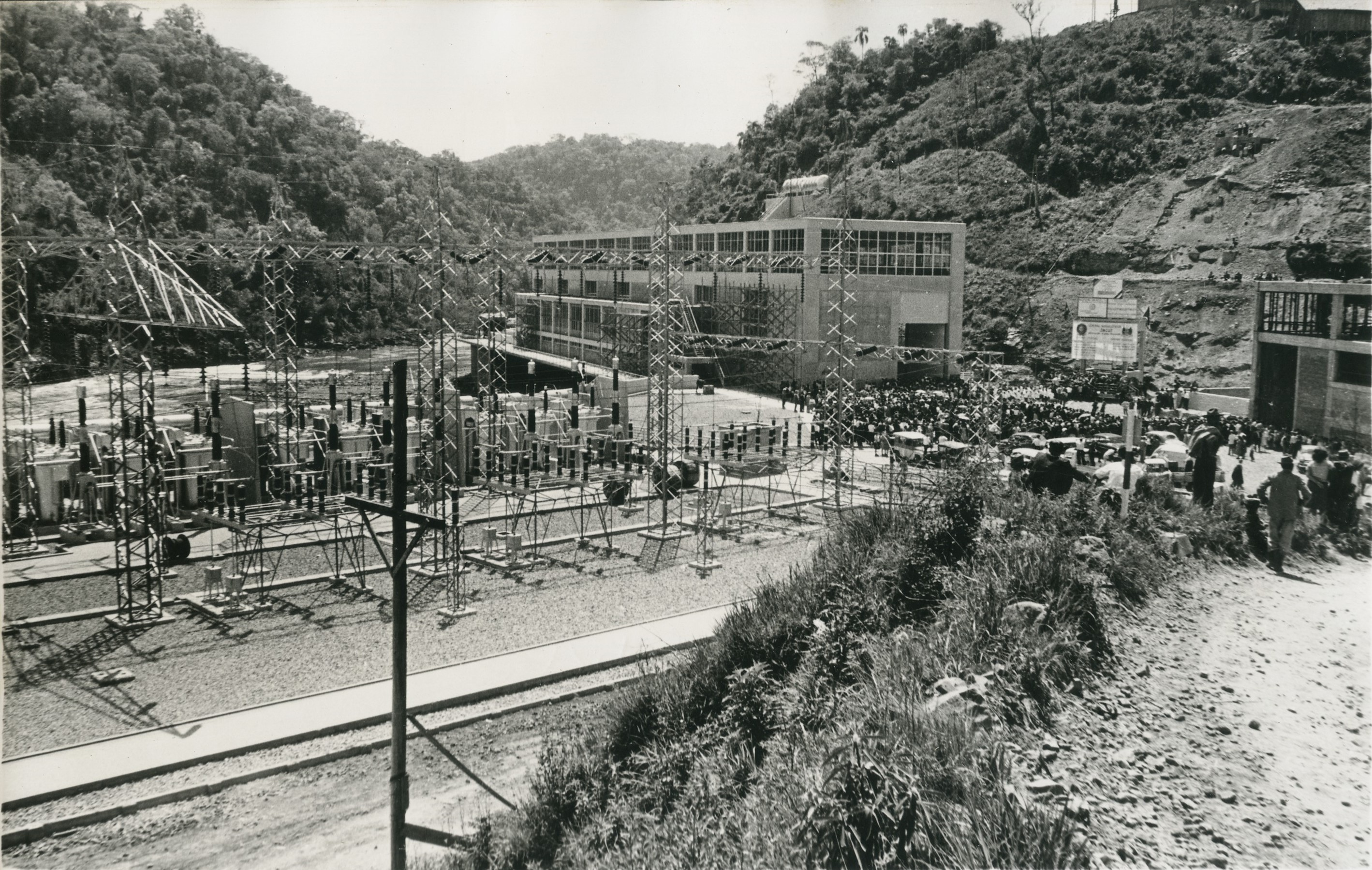
Inauguração da 1ª fase da Usina Jacuí (atual Leonel de Moura Brizola), em 1 de outubro de 1962.

Em levantamento histórico realizado em 1948 para fins de elaboração do Plano SALTE, definiu-se os seguintes registros:
1. Primeira usina elétrica: Em junho de 1833, pequena instalação térmica de 52 Kw, em Campos (RJ).
2. Primeira central elétrica: 1889, Companhia Mineira de Eletricidade, Juiz de Fora (MG). No mesmo ano surgiu a segunda termelétrica, em Curitiba (PR), da The South Brazilian Raillway Co. Ltda.
3. Primeira grande instalação hidrelétrica - Inaugurada em 1909, chegando rapidamente a 27.379 kw, em Parnaíba (SP), no Rio Tietê, da The S. Paulo Tramway, Light & Power Co. Ltda
4. No Norte do Brasil: as primeiras centrais foram termelétricas: Cruzeiro do Sul (AC), em 1904, e de Manaus(AM) e Belém (PA), inauguradas em 1905.